# Албрехт VIII фон Хакеборн
Албрехт VIII фон Хакеборн (на немски: Albrecht VIII von Hakeborn; † сл. 1412) от род Хакеборн е господар на Байернаумбург (в Алщет в Саксония-Анхалт), Виндберг (в Долна Бавария), Хорнбург (в Долна Саксония).
Той е син на Албрехт VI фон Хакеборн-Хелфта, Фридебург († сл. 1368) и съпругата му Рикса фон Шрапелау († сл. 1335), дъщеря на Буркхард фон Шраплау ’Стари’ († 1341) и Луитгард фон Ганз († сл. 1336). Внук е на Албрехт IV фон Хакеборн 'Млади', господар на Хелфта/в Айзлебен († 1332) и София фон Лайзниг († 1323). Правнук е на Албрехт III фон Хелфта-Хакеборн († сл. 1304/1305) и Агнес фон Регенщайн († сл. 1274).
Брат е на Мехтилд фон Хакеборн († сл. 1387), омъжена пр. 1370 г. за Херман VI фон Шьонбург-Кримитцшау († 1382), и на Юта фон Хакеборн († сл. 1348, омъжена за фогт Хайнрих III Ройс фон Плауен († 1368), и на Елизабет фон Хакеборн († сл. 1374).

## Фамилия
Албрехт VIII фон Хакеборн се жени пр. 1363 г. за Ода фон Байхлинген-Ротенбург († ок. 1356), дъщеря на граф Фридрих фон Байхлинген-Ротенбург-Бенделебен († сл. 1356) и Рихца фон Хонщайн-Зондерсхаузен († сл. 1386). Те имат три деца:
- Албрехт фон Хакеборн († 19 юли 1384)
- Лудвиг фон Хакеборн († сл. 1398)
- Мехтилд фон Хакеборн († сл. 1436)